# Rue du Général-Alain-de-Boissieu
La rue du Général-Alain-de-Boissieu est une voie du 15e arrondissement de Paris, en France.

## Situation et accès
La rue, axée nord-sud, débute au 32, rue Lucien-Bossoutrot et finit en impasse rue du Général-Lucotte, voie de desserte des ateliers de Lucotte de la ligne T3a du tramway d'Île-de-France fermée à la circulation.

## Origine du nom
Cette rue rend hommage à Alain de Boissieu (1914-2006), compagnon de la Libération et gendre du général de Gaulle.

## Historique
Lors de la création de l'Hexagone Balard, il est décidé de diviser la parcelle située à l'ouest de l'avenue de la Porte-de-Sèvres en deux par une voie nouvelle, provisoirement nommée « voie DB/15 », qui reçoit son nom définitif en 2014.
Aujourd'hui en impasse, elle doit à terme aboutir rue Henry-Farman, permettant d'établir un lien avec Issy-les-Moulineaux en passant sous le boulevard périphérique.
Au no 2 se trouve le siège du journal Libération, au sein du complexe de bureaux « Qu4drans », qui héberge l'« Altice Campus ».